# 1. SK Prostějov
Lo 1. SK Prostějov è una società calcistica ceca con sede nella città di Prostějov. Milita nella Fotbalová národní liga, la seconda serie del campionato ceco di calcio.

## Palmarès

### Competizioni nazionali
- Moravskoslezská fotbalová liga: 2

2015-2016, 2017-2018

### Altri piazzamenti
- Campionato cecoslovacco:

Secondo posto: 1941-1942
Terzo posto: 1935-1936, 1936-1937